# ジョアン・ネヴィス
- ジョアン・ネヴェス

ジョアン・ネヴィス（ポルトガル語: João Neves, 2004年9月27日 - ）は、ポルトガル・タヴィラ出身のプロサッカー選手。ポルトガル代表。パリ・サンジェルマンFC所属。ポジションはミッドフィールダー。

## 経歴

### クラブ
ポルトガルのタヴィラに生まれ、地元のクラブを経て、12歳のころにベンフィカの下部組織に入団。2020年12月11日、ベンフィカと初のプロ契約を交わした。
2022年4月25日には、レッドブル・ザルツブルクを破りUEFAユースリーグを制したチームの一員となった。
12月21日、ベンフィカとの契約を2028年6月まで延長することで合意。同月、監督のロガー・シュミットに召集されトップチーム昇格を果たすと、12月30日、リーグ第14節のブラガ戦でゴンサロ・ラモスとの交代で途中出場し、トップチームデビュー。
2023年2月15日、クラブ・ブルッヘ戦でUEFAチャンピオンズリーグ初出場。5月21日、リーグ第33節のスポルティングCP戦でプリメイラ・リーガ初ゴールを記録した。
2024年8月5日、フランスのパリ・サンジェルマンへ完全移籍。5年契約で移籍金は6,000万ユーロ（+アドオン）と報じられている。

### 代表
2019年以降、ポルトガルの世代別代表に選出されている。
2021年9月3日、ベルギーとの親善試合でU-19代表初出場。UEFA U-19欧州選手権2023予選エリートラウンドのスウェーデン戦ではチームのキャプテンを務め、この試合の決勝ゴールを挙げた。
2023年10月16日、UEFA EURO 2024予選のボスニア・ヘルツェゴビナ戦でA代表初出場。
UEFAネイションズリーグ2024-25では、本来のポジションではない右サイドバックも含めて7試合に出場し、2度目のタイトル獲得に貢献した。

## 個人成績

### クラブ
| 国内大会個人成績 | 国内大会個人成績 | 国内大会個人成績 | 国内大会個人成績 | 国内大会個人成績 | 国内大会個人成績 | 国内大会個人成績 | 国内大会個人成績 | 国内大会個人成績 | 国内大会個人成績 | 国内大会個人成績 | 国内大会個人成績 |
| 年度             | クラブ           | 背番号           | リーグ           | リーグ戦         | リーグ戦         | リーグ杯         | リーグ杯         | オープン杯       | オープン杯       | 期間通算         | 期間通算         |
| 年度             | クラブ           | 背番号           | リーグ           | 出場             | 得点             | 出場             | 得点             | 出場             | 得点             | 出場             | 得点             |
| ポルトガル       | ポルトガル       | ポルトガル       | ポルトガル       | リーグ戦         | リーグ戦         | リーグ杯         | リーグ杯         | ポルトガル杯     | ポルトガル杯     | 期間通算         | 期間通算         |
| ---------------- | ---------------- | ---------------- | ---------------- | ---------------- | ---------------- | ---------------- | ---------------- | ---------------- | ---------------- | ---------------- | ---------------- |
| 2022-23          | ベンフィカ       | 87               | プリメイラ       | 17               | 1                | 0                | 0                | 0                | 0                | 17               | 1                |
| 2023-24          | ベンフィカ       | 87               | プリメイラ       | 33               | 3                | 3                | 0                | 6                | 0                | 42               | 3                |
| フランス         | フランス         | フランス         | フランス         | リーグ戦         | リーグ戦         | F・リーグ杯      | F・リーグ杯      | フランス杯       | フランス杯       | 期間通算         | 期間通算         |
| 2024-25          | PSG              | 87               | リーグ・アン     | 29               | 3                | -                | -                | 5                | 1                | 34               | 4                |
| 通算             | ポルトガル       | ポルトガル       | プリメイラ       | 50               | 4                | 3                | 0                | 6                | 0                | 59               | 4                |
| 通算             | フランス         | フランス         | リーグ・アン     | 29               | 3                | -                | -                | 5                | 1                | 34               | 4                |
| 総通算           | 総通算           | 総通算           | 総通算           | 79               | 7                | 3                | 0                | 11               | 1                | 93               | 8                |

### 代表
| ポルトガル代表 | 国際Aマッチ | 国際Aマッチ |
| 年             | 出場        | 得点        |
| -------------- | ----------- | ----------- |
| 2023           | 3           | 0           |
| 2024           | 10          | 0           |
| 2025           | 3           | 0           |
| 通算           | 16          | 0           |

## タイトル

### クラブ
ベンフィカ
- プリメイラ・リーガ（2022-23）[17]
- スーペルタッサ・カンディド・デ・オリベイラ（2023）[18]

パリ・サンジェルマン
- リーグ・アン（2024-25）[19]
- クープ・ドゥ・フランス（2024-25）[20]
- UEFAチャンピオンズリーグ（2024-25）[21]

### 代表
ポルトガル代表
- UEFAネイションズリーグ（2024-25）[16]

### 個人
- プリメイラ・リーガ シーズンベストイレヴン（2023-24）[22]
- リーグ・アン シーズンベストイレヴン（2024-25）[23]